# All Saints (musikgrupp)
All Saints är en brittisk tjejgrupp som mellan 1997 och 2001 hade ett flertal listframgångar, innan de splittrades 2001. De gjorde comeback 2006 och gav ut ett album och en singel, men därefter gav gruppen inte ut mer musik och 2009 var gruppen splittrad igen. Ett samlingsalbum gavs ut 2010. 
All Saints återuppstod 2013 och verkade som support för Backstreet Boys på deras turné i Storbritannien och Irland 2013 och 2014.

## Historia
All Saints bildades 1993 under namnet All Saints 1.9.7.5. "All Saints" syftar på gatan där de träffades, och "1.9.7.5" syftar på de tre ursprungliga medlemmarnas, Melanie Blatt, Shaznay Lewis och Simone Rainford, födelseår. Trion släppte 1995 singeln "Silver Shadow". Samma år lämnade Rainford gruppen. 
Efter att systrarna Nicole Appleton och Natalie Appleton anslutit sig till gruppen etablerades blev den nya konstellationen under 1996 som All Saints. Debutalbumet All Saints (1997) nådde andraplatsen på UK Albums Chart.
All Saints låt "Pure Shores" var ledmotivet till filmen The Beach från år 2000 med Leonardo DiCaprio i huvudrollen. All Saints (tre av medlemmarna) spelade huvudroller i David A. Stewarts film Honest som gick upp på biograferna i Storbritannien våren 1999. 
Originalmedlemmen Simone Rainford avled i cancer under 2013.

## Bildgalleri

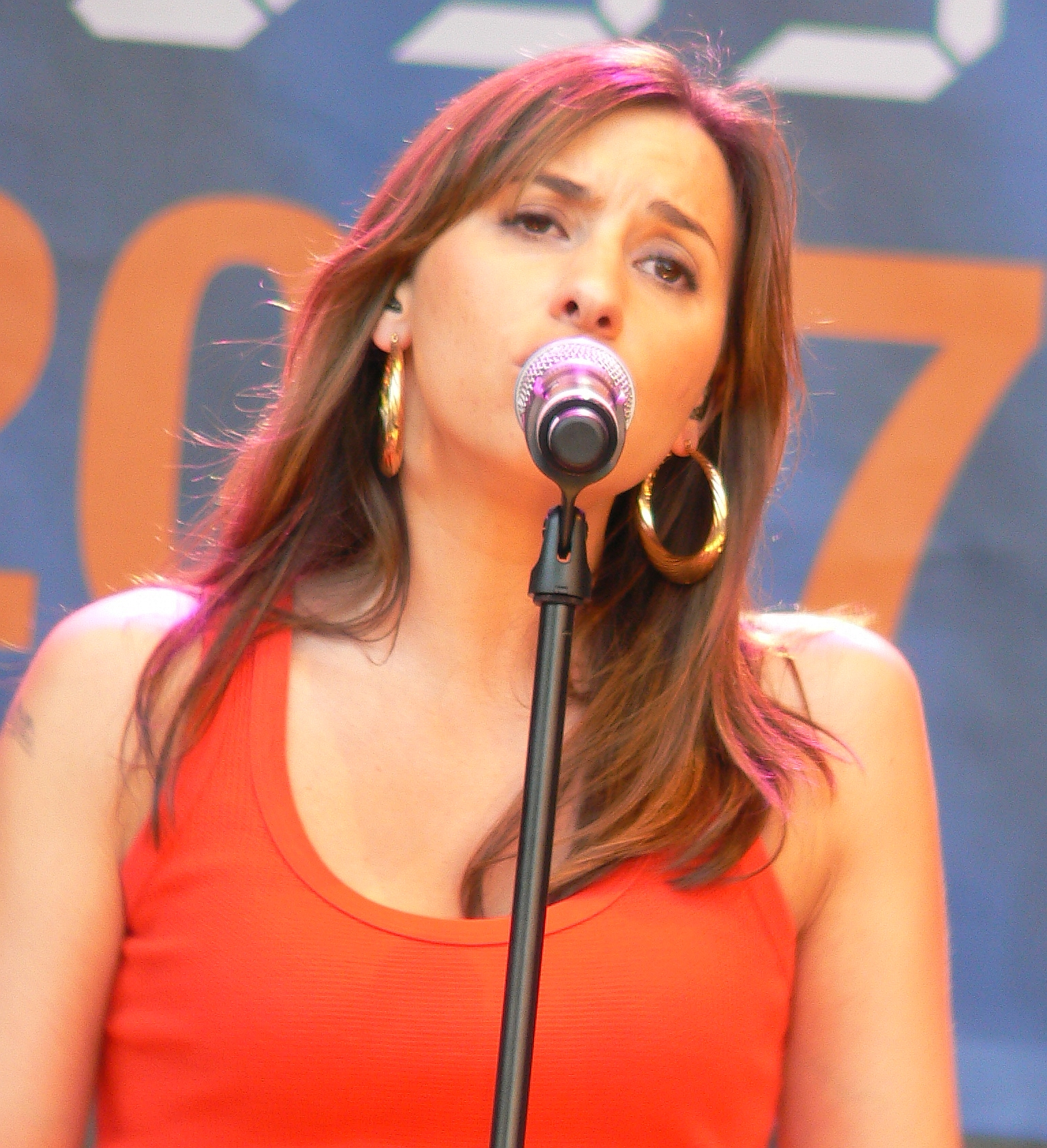
Melanie Blatt (född 1975)
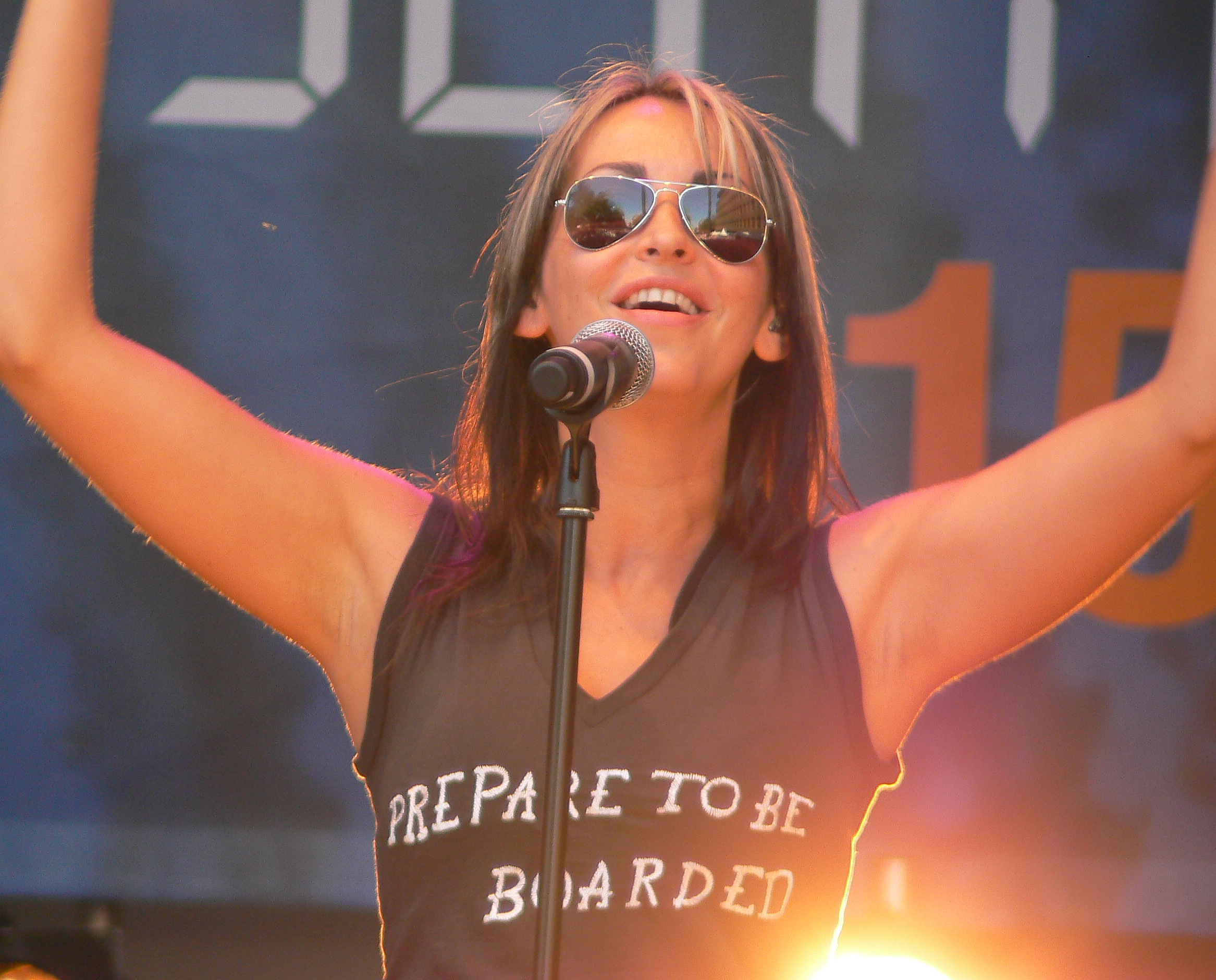
Natalie Appleton (född 1973)
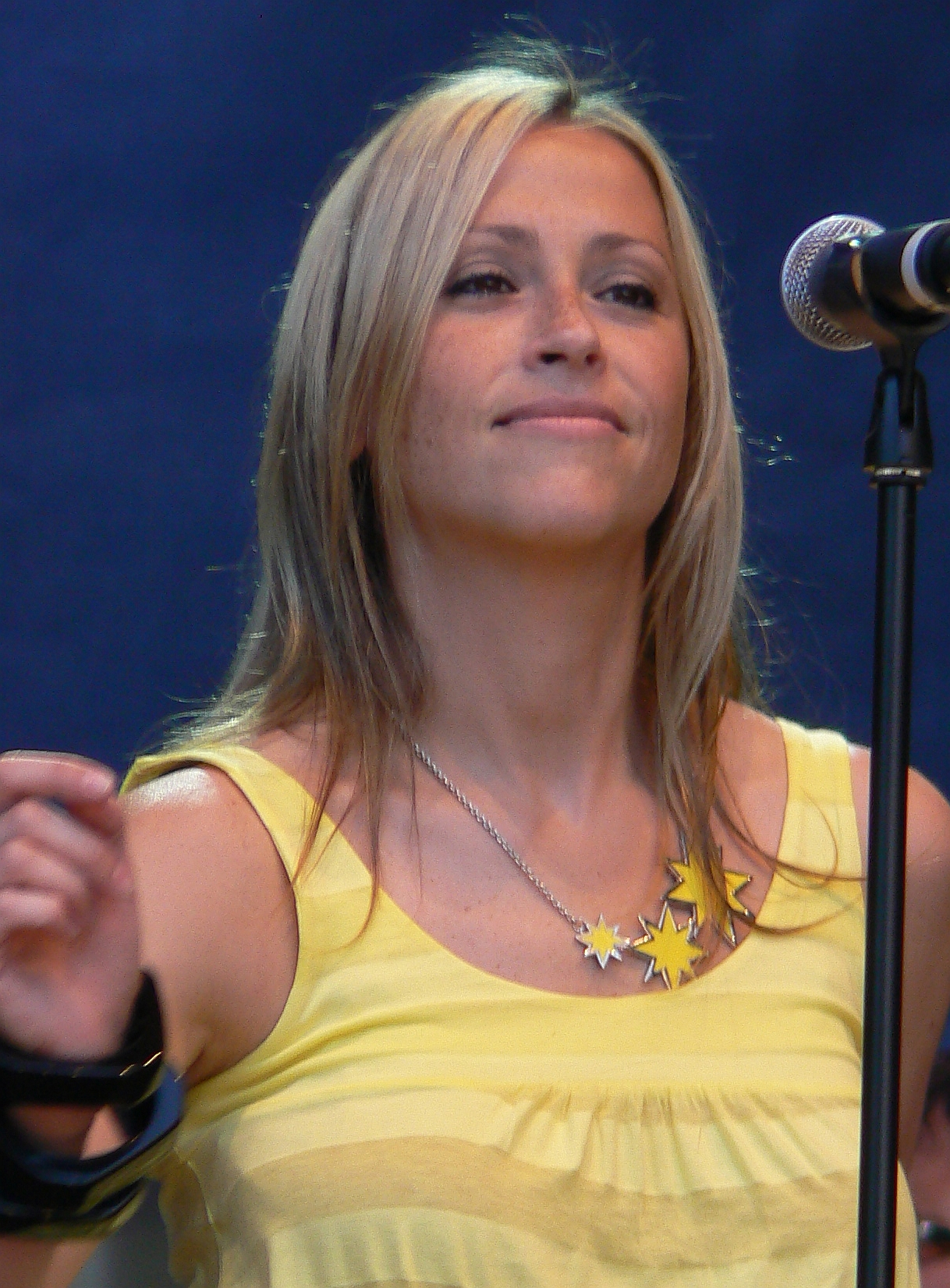
Nicole Appleton (född 1974)
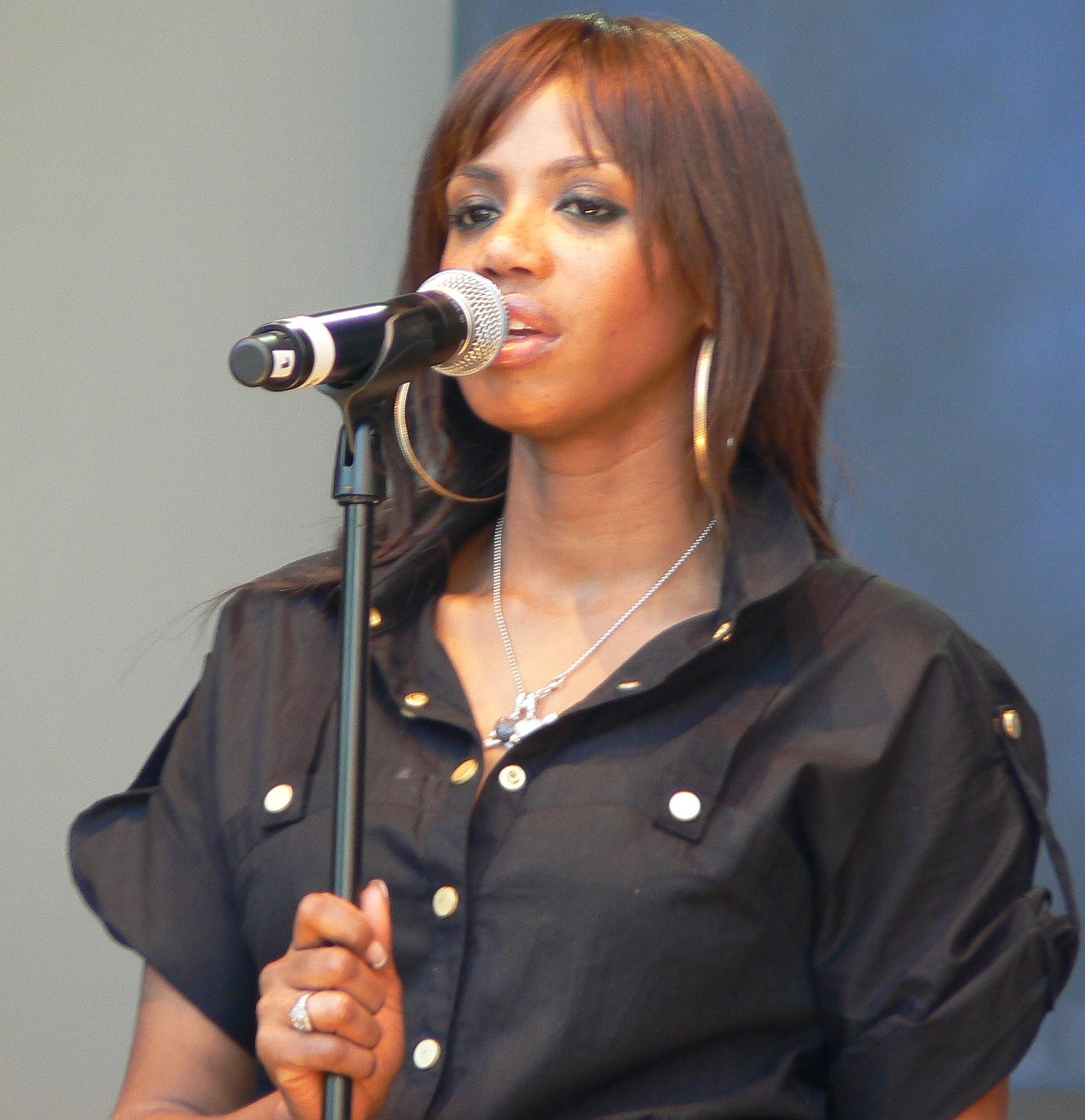
Shaznay Lewis (född 1975)

## Diskografi
Studioalbum
- 1997 – All Saints
- 2000 – Saints & Sinners
- 2006 – Studio 1
- 2016 – Red Flag
- 2018 – Testament

Samlingsalbum
- 2001 – All Hits
- 2010 – Pure Shores: The Very Best of All Saints

Remixalbum
- 1998 – The Remix Album

EP
- I Know Where It's At (18 augusti 1997)
- Bootie Call (31 augusti 1998)
- All Hooked Up (27 januari 2001)

Singlar
- "Let's Get Started" (maxi-singel) (1997; endast Japan)
- "Never Ever" (19 november 1997)
- "Under the Bridge" / "Lady Marmalade"  (27 april 1998)
- "War of Nerves" (23 november 1998)
- "Pure Shores" (14 februari 2000)
- "Black Coffee" (2 oktober 2000)
- "Rock Steady" (6 november 2006)
- "Chick Fit" (26 februari 2007)
- "One Strike" (2016)
- "This Is A War" (2016)
- "One Woman Man" (2016)